# Најтоплији дан у години
 Најтоплији дан у години је југословенски филм из 1991. године. Режирао га је Душан Лазаревић, а сценарио су писали Александар Д. Костић и Милош Крецковић

## Улоге
| Глумац              | Улога                           |
| ------------------- | ------------------------------- |
| Метју Барли         | студент виолончела              |
| Лиса Колмен         | Маја сањалица                   |
| Горан Даничић       | разбојник 1                     |
| Милан Ерак          | разбојник 2                     |
| Рос Кентњорти       | Мајин пратилац                  |
| Наташа Лучанин      | девојка са страховима           |
| Анита Манчић        | Соња                            |
| Раде Марковић       | Саша                            |
| Драган Мићановић    | Зоран                           |
| Милан Михаиловић    | власник продавнице са брадвицом |
| Ивана Михић         | Зоранова девојка                |
| Дејан Пароски       | Марко                           |
| Милан Плестина      | Полицајац                       |
| Ања Поповић         | ружна конобарица                |
| Горан Радаковић     | момак који се прикрада 2        |
| Миодраг Радовановић | Професор                        |
| Олга Савић          | Маркова мајка                   |
| Славко Штимац       | продавац аута                   |
| Божидар Стошић      | комшија                         |
| Драган Вујић        | момак који се прикрада 1        |